# Nérilia Mondésir
Nérilia Mondésir (Quartier-Morin, Haití; 17 de enero de 1999) es una futbolista haitiana. Juega como delantera en el Seattle Reign FC de la National Women's Soccer League de Estados Unidos y en la selección de Haití.

## Trayectoria
Mondésir es la menor de una familia de 5 hijos. Jugó al fútbol desde los 6 años en Grand Pré, Quartier-Morin, el pueblo donde nació. Sin embargo, más tarde se inclinó hacia el judo y en 2011 se unió a la Escuela Nacional de Talentos Deportivos (ENTS) en Croix-des-Bouquets para practicar esta disciplina.
Decepcionada por no haber sido seleccionada para representar a su país como judoca, decidió volver a su primera pasión, el fútbol, y causó una fuerte impresión en los técnicos de la FHF.[cita requerida]
En 2014, jugó en el Campeonato de Fútbol Femenino Sub-15 del Norte, Centro y Caribe con la selección nacional. Las haitianas llegaron a la final y Mondésir fue la goleadora de la competición. A los 16 años debutó en la selección mayor de Haití.[cita requerida]
En enero de 2017, dejó su país natal para unirse al club francés Montpellier HSC de la Division 1 Féminine.

## Estadísticas

### Clubes
| Club             | País           | Año             |
| ---------------- | -------------- | --------------- |
| AS Tigresses     | Haití          | 2015 - 2017     |
| Montpellier HSC  | Francia        | 2017 - 2024     |
| Seattle Reign FC | Estados Unidos | 2024 - presente |

## Distinciones individuales
| Distinción   | Evento                                    | Año  |
| ------------ | ----------------------------------------- | ---- |
| Botín de Oro | Campeonato Femenino Sub-17 de la Concacaf | 2016 |